# Neptis zhejianga
Neptis zhejianga är en fjärilsart som beskrevs av Siuiti Murayama 1980. Neptis zhejianga ingår i släktet Neptis och familjen praktfjärilar. Inga underarter finns listade i Catalogue of Life.